# Novembre 1842

## Événements
- La France annexe Wallis-et-Futuna.
- Ali, fils de Mohammed Bello, prend le pouvoir à Sokoto à la mort d’Atikou (fin en 1855). Son règne est marqué par des révoltes et des attaques incessantes contre les territoires soumis par les Peuls, en particulier contre le Gober et la région de Maradi. Les cités qui composent l’empire reprennent leur indépendance en reconnaissant d’une façon nominale l’autorité du commandeur des croyants établi à Sokoto.
- Fin novembre, début décembre : Alexis de Tocqueville recrute le jeune Arthur de Gobineau, qu'il charge de rassembler une documentation destinée à l'élaboration d'un rapport sur les progrès de la morale dont lui-même a été chargé par l'Académie des sciences morales et politiques. L'ordonnance du 22 mars 1840 a prescrit à cette Académie d'élaborer un «Tableau général de l'état et des progrès des sciences morales et politiques depuis 1789 ». Les deux hommes échangeront en 1843-1844 une abondante correspondance philosophique autour de cette question.

- 23 novembre : Victor Hugo lit Les Burgraves à la Comédie-Française. La pièce est reçue par 13 voix contre 1.

- 27 novembre :
  - Le Congrès du Paraguay réitère la proclamation de l'indépendance. Début de la dictature de Carlos Antonio López au Paraguay. Il rompt avec la politique de son oncle Rodriguez de Francia. Il rouvre le Paraguay aux étrangers et le dote d’un centre sidérurgique qui lui permettra de mettre sur pied une armée bien équipée.
  - Alexis de Tocqueville est élu conseiller général par les cantons réunis de Montebourg et Sainte-Mère-Église.

## Naissances
- 12 novembre : John William Strutt Rayleigh (mort en 1919), physicien anglais.
- 22 novembre : José-Maria de Heredia, poète parnassien.
- 25 novembre : Rudolf Heinrich Paul Blasius (mort en 1907), ornithologue allemand.

## Décès
- 10 novembre : Joseph-Marie de Gérando (né en 1772), linguiste, pédagogue et philanthrope français.